# Vallejo, Kalifornien
Vallejo (uttalas /vəˈleɪoʊ/ eller /vəˈleɪhoʊ/ på engelska; /baˈʎexo/ på spanska), är den största staden i Solano County, Kalifornien, USA. Den ligger i San Francisco Bay Area vid den nordöstra delen av San Pablo Bay. Invånarantalet uppskattades 2011 till 116 829.

## Kända personer
- CC Sabathia, basebollspelare[4]